# 2041
سنة 2041 م هي سنة بسيطة تبدأ يوم الثلاثاء حسب التقويم الغريغوري.